# トランプ・インターナショナル・ホテル・アンド・タワー (バクー)
トランプインターナショナルホテル＆タワーバクーは、 アゼルバイジャンのバクーのナシミ地区にある未完成の33階建てのホテルである。プロジェクトは当初アパートの建物として計画されていた2008年に建設が始まった。このプロジェクトは、Mammadovファミリーの何人かのメンバーと提携しているBaku XXI Centuryが所有している。
元ビジネスマンで政治家のドナルド・トランプは、2012年5月に彼の会社であるトランプ・オーガナイゼーションを介して未完成のプロジェクトに関与するようになった。トランプは、2014年11月にプロジェクトへの関与を発表し、2015年6月にホテルとマンションの資産として建物のオープンを予定した。2015年に建設が遅れ、プロジェクトは未完成のままだった。トランプが2016年の大統領選挙で大統領に立候補したことを発表した後、いくつかの報道機関が彼のプロジェクトへの関与について報告した。

## 歴史
このプロジェクトは、 アゼルバイジャンのバクーにある Heydar Aliyev Prospektiという道路に沿って建設されるアパートとして発表された。新しいプロジェクトのための土地の多くは、多くの家で占められていた。プロジェクトの当初予算は1億9500万ドルだったが、いくつかの設計変更の後に価格は上昇した。プロジェクトは当初地元の建築家によって設計され、そのオリジナルのデザインは王冠のスパイクに似た屋上を含んでいた。ピエールBaillargeonとミキシティ（mixity）デザイン、  。彼のロンドンベースの建築事務所はプロジェクトを再設計し、クラウン屋根の側面を削除した。構造はドバイのブルジュ・アル・アラブと同様に、帆に似た曲線の建物として設計された 。
このプロジェクトは、Elton Mammadovによって設立されたBaku XXI Centuryが所有している。アゼルバイジャン議会のメンバーとアゼルバイジャンの弟だった運輸大臣のジヤ・ママドブ 。Ziyaの息子Anar Mammadovもこの会社とプロジェクトに関わっていた。建設は2008年に始まり、Garant Holdingsによって処理され、そのうちAnar Mammadovが創設者であり株主だった 。
2011年、住民は地方自治体からの書簡を通して、自分たちの家は政府にとって重要であるとされているプロジェクトのための場所を空けるために破壊されるであろうと知らされた。30の家族が彼らの家から追い出された。ある1人の居住者は彼女の家を補償するために18,000ドルの政府支払い金を受け取った、そして、それは彼女が彼女が支払われたものの5倍の価値があると見積もっていた。彼女は、以前は家屋で占められていた土地の上に高級タワーが建設されていることを知り、政府を訴えた。

### トランプの関与
2012年5月、ビジネスマンのドナルド・トランプの会社であるトランプ・オーガナイゼーション は、EltonとAnar Mammadovと複数の契約を結び、タワーを「超高級物件」に改装することを計画した。トランプはまた、トランプインターナショナルホテル＆タワーバクーと名付けられるプロジェクトに彼の名前をライセンス供与した。33階建てのタワーの残りの階は分譲マンションに使用されるが、最初の13階はホテルの客室になっている。ホテルはトランプの会社によって管理されることになってい 。
トランプの娘であるイヴァンカ・トランプがプロジェクトの全体的な開発を監督し、ロンドンを拠点とする建設会社のメースがタワーの部分的なホテル化を監督した。Ivanka TrumpとThe Trump Organisationは、プロジェクトをトランプ標準に引き上げるための設計承認に複雑に関与していた。トランプ機構の従業員は毎月プロジェクトを訪問し、プロジェクトの新しい作業指示を承認した。プロジェクトのマンションの多くはドナルド・トランプの関与の時点で完成していたが、トランプ機構の従業員は建物の内部の大部分を切って再建した。いくつかのエレベーターも追加された。
2014年10月にイヴァンカ・トランプが施設を見学した。ドナルド・トランプは2014年11月6日にこのプロジェクトを公に発表し、2015年6月にトランプ・ホテル・コンポレーションの次の物件として開設する予定とした。このプロジェクトは、72の「超高級」住宅、40のサービスアパートメント、30のスイート、119のホテルルームを提供することだった。住居の範囲は84平方メートルから890平方メートル。住宅のロビーには金箔のガラスがあり、ホテルには500平方メートルのボールルーム、147メートルの小売スペース、シャンパンバー、レストラン、そしていくつかのプールのあるスパがある 。

### ディレイ
2015年、トランプ機構はプロジェクトに関連する支払いが遅れたため、Mammadovファミリーに多数のデフォルト通知を送付した。2015年7月、ホテルの広報担当者は、このプロジェクトは年末までに開始されると述べた。建物は2015年9月にトランプホテルコレクションのウェブサイトから削除された。2016年3月、トランプ機構は「開発者が特定の建設段階で遅れをとっているため、プロジェクトは現在中止されており、積極的に販売されていない」と述べた 2016年8月11日に建物の内部で火災が発生した。 。
トランプが米国大統領に選出された後、トランプ機構は2016年11月30日に建設が延期されてから1年以上後に未開封プロジェクトとの提携を終了した 決定は2016年12月15日に発表された 。トランプ機構の最高法務責任者であるアラン・ガーテンは、トランプ大統領の大統領政権に先立って、この決定を「ハウスクリーニング」と説明した。当時、プロジェクト関係者は、建物は3分の2が完成しており、もうすぐ開く予定だと語った。タワーの警備員は、建物が2017年2月までに準備ができると信じていた。
2016年12月、ジャーナリストのアダム・デビットソンがこの施設を訪問し、後で「道路から一般大衆を迎える準備ができているようだ」と書いた。その土地にたどり着くのは驚くほど難しい。タワーは、傾斜路、傾斜路、そして高架道路の喧騒の中に立っている。デイビッドソンは、このプロジェクトは「奇妙に魅力的ではない場所」にあり、主要なビジネス地区からは何マイルも離れたところにあり、電車の線路、ディスカウントショッピングセンター、そして低予算のホテルに囲まれていると述べた。2017年3月に、工事が止まったときにホテルの内部はほぼ完成したと報じられた。未開の建物は2018年4月28日、18階で火災が発生したときに再び発火した。それは3時間燃え尽きる前に燃え、そしてまた消されたその夜の2番目の火が続いた。火災の原因は不明であり調査中 。

## 汚職
ママドフ家は腐敗の評判があると言われていた。 1ダース以上のプロジェクトの請負業者と話をしたDavidsonは、彼らのうちの何人かは「裸に腐敗しているように見える行動を説明した」と報告した。インテリアの大規模な作業を行ったフランクマクドナルドは、彼の会社はいつも現金でその支払いを受けていると言った。そして他の請負業者も同じ方法で支払われた： "彼らは私たちに巨額の現金を与えます。私は自分のラップトップバッグに収まる1回8万ドル、もう1回は25万ドルを手に入れた。」 また、マクドナルドは彼の同僚が現金で200万ドルの支払いを受けた時を思い出した。プロジェクトの現場で賄賂が発生したことも報告されている。デビットソンが行った電話インタビューで、Baillargeonは、プロジェクトの設計者としての間に多額の現金支払いを目撃したかどうかを尋ねられたときに電話を切った。
トランプが2015年6月に米国大統領選出馬を発表した後、いくつかの報道機関が彼のプロジェクトおよびママドフ家との関わりについて報告した 。Gartenは、トランプ機構は当初プロジェクトのリスク評価を依頼しており、イランのダルビシ家族と金銭的なつながりがあるママドフ家系に関連する「いかなる赤い旗」も発見していないと述べた。ダルビシ人はイラン革命警備隊 （IRGC）と関連していた。
トランプ機構は2015年に「開発者に関連する特定のプリンシパルが問題のあるエンティティと何らかの関連がある可能性がある」と学んだ。協会にもかかわらず、トランプ機構はプロジェクトとの提携を終了せず、イラン革命防衛隊についても尋ねなかった。カーターによると、同社はBakuプロジェクトへの関与は2015年に終了していないと述べた。これは、プロジェクトがすでに進行中の兆候もなく延期されているためであった。カーターはまた、拘束力のある契約のために同社の関与を中止することはできないと述べた。カーターはさらに、同社はZiya Mammadovと直接仕事をしたことは一度もないと述べ、トランプの役割は彼の名前をライセンスしてホテルを運営することに限られていたと述べた。
2017年3月、カーターは、トランプ機構は、MammadovsとDarvishisが互いに関連しているのかどうか、あるいはその関連が「メディアによって広められている」という主張であるのかどうか、まだ知らないと述べた。ガルテンは、ママドフによる汚職がこのプロジェクトに関与していたことを否定しなかった。トランプが関与した当時、エルトンとジヤママドフはアゼルバイジャンの公務員だったが 、ガルテンはトランプ機構が海外腐敗行為防止法を破った可能性があると否定した。それに関わった人へのお金。
バクーのホテル取引は、不正、賄賂、およびマネーロンダリングの疑いで失速していた、トランプの国際不動産取引の一つである。
2017年3月、米上院議員のシェロッド・ブラウンは、トランプのプロジェクトへの関与についての連邦政府による調査が正当化されると述べた。その月の後半に、ブラウンは上院議員ダイアン・ファインスタインとベンカルダンと共にトランプ政権の何人かの役人に共同書簡を書き、トランプ機構がマンマドフ家との取引中にいくつかの法律を破ったかどうかを評価するために調査を要求したトランプ機構によるデューデリジェンスの欠如は、トランプ大統領と彼の組織をアゼルバイジャンの寡頭政婦を悪用することで悪用し、またトランプ機構をIRGCにも暴露した可能性があると述べた。トランプ機構がバクータワーの取り引きから撤退したように見えても、トランプ機構の潜在的な刑事責任についての重大な質問は未解決のままである。